# Propellerheads
Ne doit pas être confondu avec Propellerhead Software.
Propellerheads est un groupe anglais de big beat composé de deux DJ producteurs de musique électronique : Will White (batteur) et Alex Gifford (synthétiste et bassiste).
On leur doit notamment le titre Spybreak, faisant partie de la BO de Matrix.
Ils sont aussi remarqués pour leur reprise électronique du thème du film On Her Majesty's Secret Service, dont l'original est composé par John Barry.

## Discographie

### Albums
- Dive EP (1996)
- Propellerheads EP (1997)
- Decksandrumsandrockandroll (en) (1998)
- Extended Play EP (1998)
- Decksandrumsandrockandroll 20th anniversary (2018)

### Singles
- Take California (1997)
- Spybreak (1997)
- History Repeating (1997) avec Shirley Bassey
- On Her Majesty's Secret Service (1997)
- Bang On! (1998)
- Crash! (1998)
- Velvet Pants (1998)
- Take California And Party (1999)

### Reprises dans des bandes originales
- Demain ne meurt jamais (1997) avec Backseat Driver
- Mary à tout prix (1998) avec History Repeating
- Matrix (1999) avec Spybreak
- Austin Powers 2 : L'Espion qui m'a tirée (1999) avec Crash!
- L'Enfer du dimanche (1999) avec Take California
- The Dancer (2000) avec Take California
- Les Indestructibles (2004) avec On Her Majesty's Secret Service